# In medias ræs
|  | Denne artikel er oprettet af botten Steenthbot ud fra en ekstern database. Den kan derfor have sproglige fejl eller mangler. Denne skabelon kan fjernes efter kontrol af indholdet. |

In medias ræs er en dansk kortfilm fra 2020 instrueret af Esben Persson.

## Handling
IN MEDIAS RÆS er en filmisk rejse ind i dybderne af et manisk sind. En ung mand fejrer sin fødselsdag, mens hans tanker tordner afsted. Med en uvillig fod på speederen har han kurs mod kanten.

## Medvirkende
- Per Alexander Bach
- Amanda Overby Drew